# Velika Vrbica
Velika Vrbica (cyr. Велика Врбица) – wieś w Serbii, w okręgu borskim, w gminie Kladovo. W 2011 roku liczyła 792 mieszkańców.